# Sedum phyllanthum
Sedum phyllanthum är en fetbladsväxtart som beskrevs av Lév. och Eugène Vaniot. Sedum phyllanthum ingår i Fetknoppssläktet som ingår i familjen fetbladsväxter. Inga underarter finns listade i Catalogue of Life.